# Pieriewołocznoje (obwód kurski)
Pieriewołocznoje (ros. Переволочное) – wieś (sieło) w Rosji, w obwodzie kurskim, w rejonie sowieckim. W 2010 liczyła 217 mieszkańców.